# 錫爾伯湖 (羅克斯海姆)
49°34′45.094″N 8°23′4.8156″E / 49.57919278°N 8.384671000°E

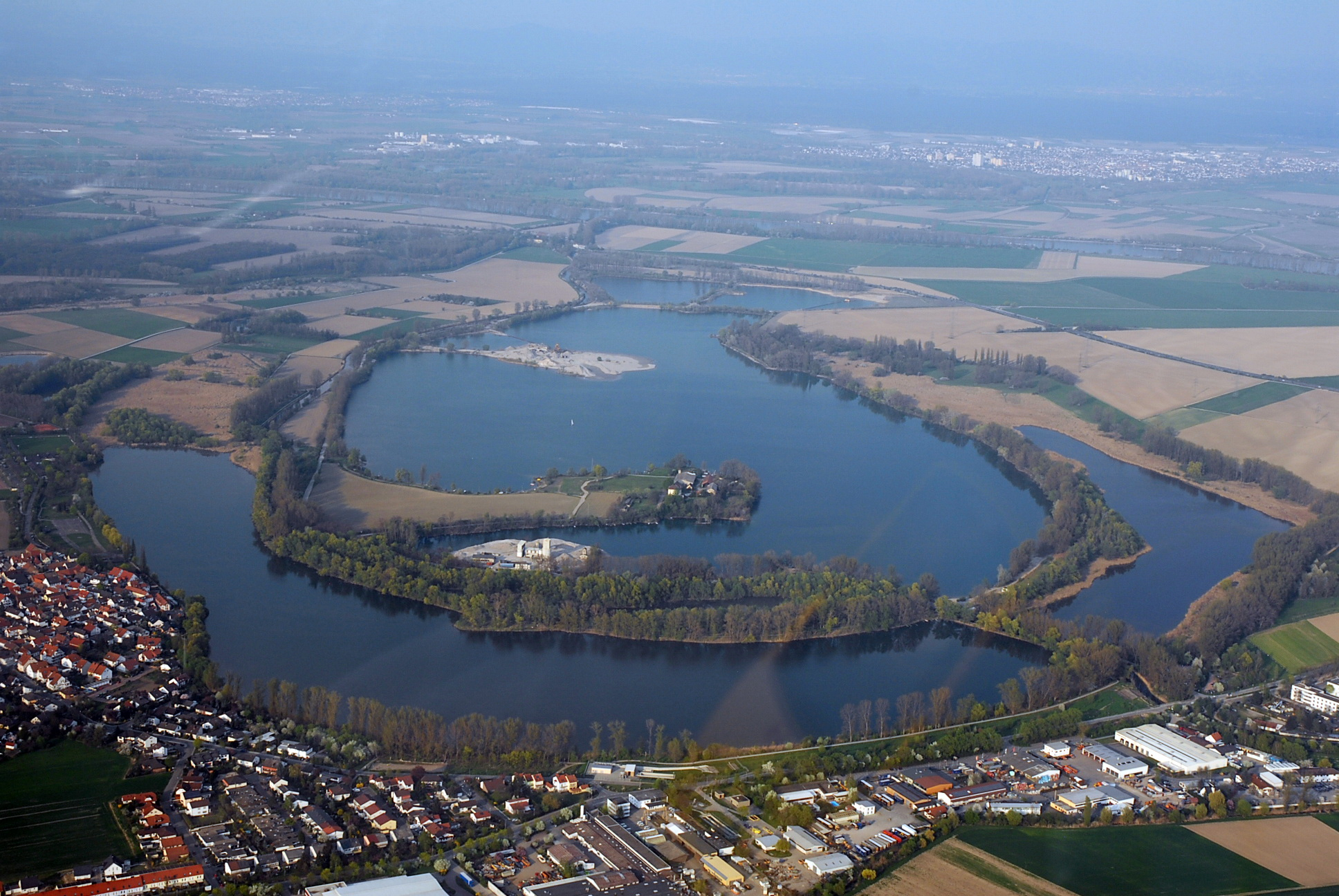

錫爾伯湖（德語：Silbersee），是德國的湖泊，位於該國西南部，由萊茵蘭-普法爾茨州負責管轄，長2.5公里、寬0.8公里，面積1.2平方公里，海拔高度87米，湖岸線長度8公里，最大水深13.5米。